# Arteixo
Arteixo ist eine Industriestadt in der Provinz A Coruña der Autonomen Gemeinschaft Galicien und hat 34.038 Einwohner (Stand: 2024).
Der Ort ist Sitz des Textilunternehmens Inditex und dessen Töchter Bershka, Massimo Dutti und Zara. Zudem war hier der Automobilhersteller Industrias Motrices Españolas ansässig.
Zur Gemeinde gehört der Ort Canzobre.

## Bevölkerungsentwicklung der Gemeinde
Legende: Arteijo___Arteixo

## Gemeindegliederung
Die Gemeinde Arteixo ist in 13 Parroquias gegliedert:
| Parroquias | Patrozinium  | Einwohner 2024 | Fläche km² | Dichte Einw./km² | Höhe msnm | Ortskennzahl |
| ---------- | ------------ | -------------- | ---------- | ---------------- | --------- | ------------ |
| Armentón   | San Pedro    | 438            | 5,11       | 86               | 94        | 15005010000  |
| Arteixo    | Santiago     | 13.961         | 9,56       | 1.460            | 50        | 15005020000  |
| Barrañán   | San Xián     | 352            | 3,20       | 110              | 39        | 15005030000  |
| Chamín     | Santaia      | 518            | 3,07       | 169              | 72        | 15005040000  |
| Lañas      | Santa Mariña | 408            | 3,13       | 130              | 109       | 15005050000  |
| Larín      | Santo Estevo | 533            | 6,50       | 82               | 183       | 15005060000  |
| Loureda    | Santa María  | 1.594          | 15,13      | 105              | 47        | 15005070000  |
| Monteagudo | San Tomé     | 344            | 8,86       | 39               | 182       | 15005080000  |
| Morás      | Santo Estevo | 1.223          | 15,80      | 77               | 90        | 15005090000  |
| Oseiro     | San Tirso    | 5.651          | 10,39      | 544              | 43        | 15005100000  |
| Pastoriza  | Santa María  | 7.825          | 6,17       | 1.268            | 148       | 15005110000  |
| Sorrizo    | San Pedro    | 202            | 3,53       | 57               | 54        | 15005120000  |
| Suevos     | San Martiño  | 467            | 5,97       | 78               | 91        | 15005130000  |

## Wirtschaft
| Ackerbau, Viehzucht und Fischerei                                                  | 0155   | 01,01  |
| Industrie                                                                          | 02.466 | 016,00 |
| Bauwirtschaft                                                                      | 01.518 | 09,85  |
| Dienstleistungsbetriebe                                                            | 11.274 | 073,15 |
| Total                                                                              | 15.413 | 100,00 |
| * Daten aus dem Statistischen Amt für Wirtschaftliche Entwicklung in Galicien, IGE |        |        |

## Persönlichkeiten
- Arsenio Iglesias (1930–2023), Fußballspieler und -trainer